# Pietra fetida

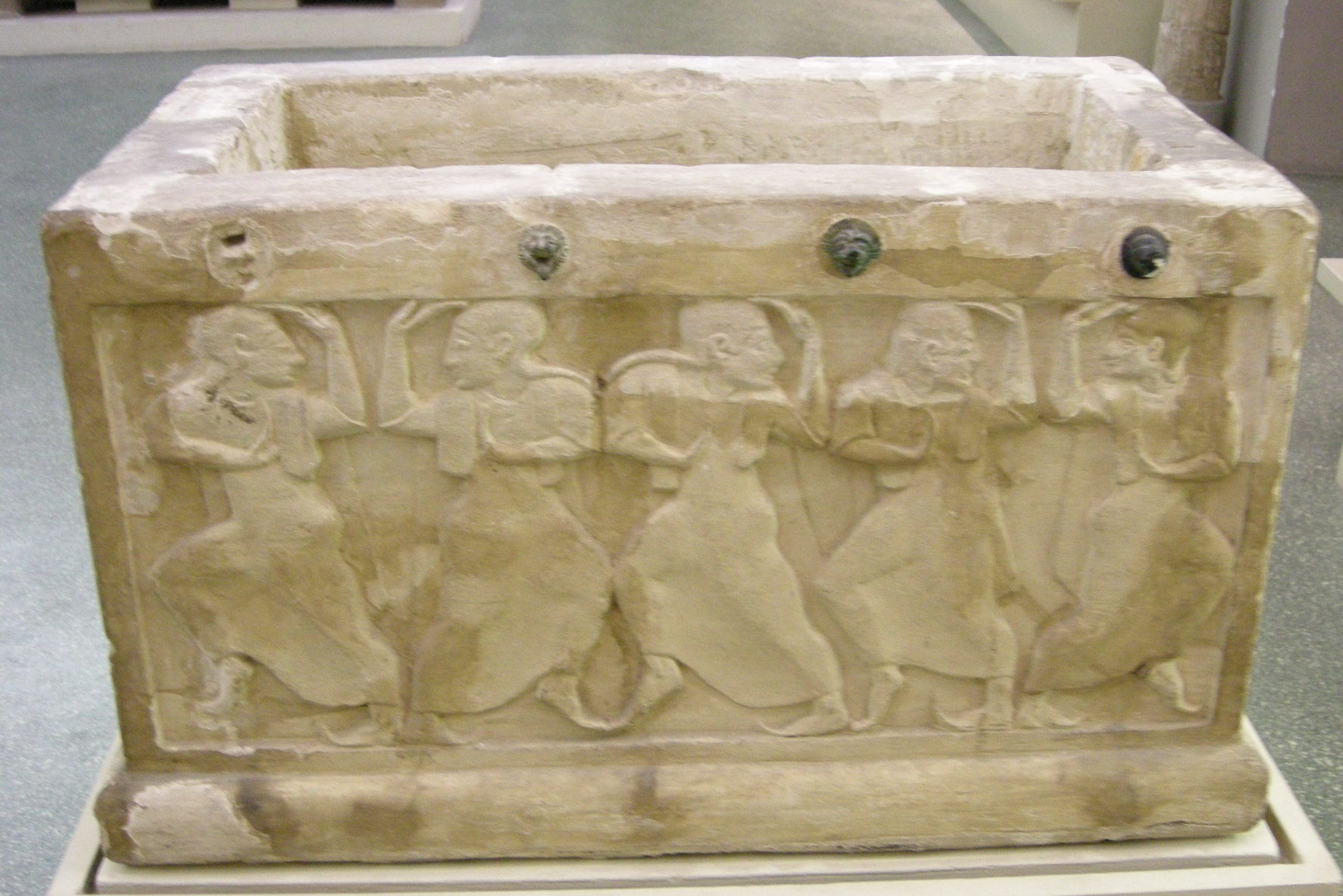
Urnetta etrusca in pietra fetida, da Chiusi (520 a.C. circa)

La pietra fetida è un tipo di pietra calcarea, tipica dell'area di Chiusi. Deve il nome all'odore che emana scalfendola, dovuta alla presenza di particelle di zolfo.
La pietra, come il tufo, è relativamente duttile da tagliare. La pietra venne usata moltissimo dagli etruschi di Clevsi (l'antica Chiusi), per epigrafi, statuaria, decorazioni architettonica, cippi, ecc., dal VI secolo a.C.